# مدرسة دبي البريطانية
مدرسة دبي البريطانية هي مدرسة دولية تقدم تعليمًا بريطانيًا للطلاب الذين تتراوح أعمارهم بين ثلاثة إلى ثمانية عشر عامًا، وتقع في منطقة الينابيع، تلال الإمارات، دبي. تدار المدرسة من قبل أحد أكبر مزودي التعليم في الشرق الأوسط.
تأسست المدرسة في عام 2005، وهي مفتوحة للطلاب من المرحلة التأسيسية الأولى إلى السنة الثالثة عشر.

## المناهج
تتبع المدرسة المنهاج الوطني لإنجلترا، وتحديداً منهج المرحلة التأسيسية للسنوات المبكرة، معززًا من خلال نظام WOW التعليمي في المرحلة الابتدائية ومجموعة متنوعة من دورات GCSE و BTEC من السنة 10 إلى السنة 13.

## التصنيف
صنفت المدرسة بصنيف ممتاز من قبل مكتب التفتيش المدرسي في دبي التابع لهيئة المعرفة والتنمية البشريةوكذلك من قبل المدرسة البريطانية أوفرسيز وتم اعتماد المدرسة بالكامل من قبل مجلس المدارس الدولية

## المرافق
| حديقة البخار                 | غرف الموسيقى الابتدائية والثانوية | ملاعب تنس وكرة شبكة        | فصول الدراسية في الهواء الطلق         |
| مكتبات                       | صالة رياضية                       | مركز صحي                   | غرفة الاستشارة                        |
| استوديو الفن وغرفة السيراميك | غرف متجولة لدرس الموسيقى الفردي   | غرف التعلم الممتدة         | كافيتريا                              |
| مختبرات العلوم               | ملعب متعدد الأغراض                | غرفة مشتركة-النموذج السادس | مناطق تناول الطعام الداخلية والخارجية |
| مسرح الفنون المسرحية         | حمام السباحة                      | غرفة الدراسة السادسة       | ملاعب أساسية وأولية                   |

## الأنشطة اللاصفية
يتم تشجيع الطلاب بشدة على المشاركة في مجموعة واسعة من الأنشطة اللاصفية مثل كرة القدم، والسباحة، والكريكيت، والرغبي وكذلك الفنون والحرف اليدوية، واليوغا، والكاراتيه، والتنس، وكرة السلة، والجوقة الموسيقية، والدراما.

## جائزة دوق إدنبرة
صُممت جائزة دوق إدنبرة (الجائزة الدولية للشباب) لتوسيع آفاق المشاركين فيها. تشارك غالبية مجموعات السنة المؤهلة، ليساعد الطلاب على فهم أهمية المجتمع والعمل الجماعي والمثابرة. في السنوات الماضية ، شملت الرحلات الاستكشافية المشي في الصحراء وتسلق الجبال والرحلات إلى فيتنام وتايلاند وموريشيوس.